# Zajezdnia TCz-2 (Nowosybirsk)
Zajezdnia TCz-2 Nowosybirskiego Metra (ros: Электродепо ТЧ-2), zwana też Zajezdnią Wołoczajewskoje (ros: Волочаевское) – znajdująca się w fazie budowy druga zajezdnia mająca obsługiwać nowosybirski system metra. Po oddaniu do użytku będzie stanowić zaplecze dla jego drugiej linii.

## Plany
Pierwsze pomysły budowy zajezdni w tym miejscu pojawiają się na planach z lat osiemdziesiątych XX wieku. Uznano, że w procesie rozbudowy systemu nowosybirskiej kolei podziemnej, nieodzowne będzie zbudowanie drugiej zajezdni (po TCz-1 Jelcowskoje), która obsługiwać była mogła drugą linię metra. Rozpad Związku Radzieckiego oraz przemiany jakie nastąpiły w Federacji Rosyjskiej w latach dziewięćdziesiątych zahamowały rozwój metra. Na rozbudowę brakowało pieniędzy, ale w okresie postsowieckim umiejscowienie budowa zajezdni Wołoczajewskoje było nadal w planach. Po roku 2000 pojawiła się możliwość wznowienia projektu. Zajezdnia zostanie wybudowana w miejscu, gdzie obecnie znajduje się jeden z miejskich targów.
W 2010 roku rozpoczęto przygotowania do unowocześnienia starej zajezdni i budowy nowej. Jej ukończenie spodziewane jest w 2015 roku, a koszty budowy mają wynieść 279 milionów rubli. Zajezdnia będzie mogła obsługiwać około pięćdziesiąt jednostek. Po zakończeniu budowy zajezdni będzie ona obsługiwać wyłącznie linię Dzierżyńską, podczas gdy dotychczasowa Zajezdnia Jelicowskaja będzie stanowić zaplecze tylko dla linii Leninowskiej.